# KJI Nr. 22
Die KJI Nr. 22 war eine zweigekuppelte, laufradsatzlose Schmalspur-Tenderlokomotive der Kleinbahnen des Kreises Jerichow I (KJI).

## Geschichte
Wegen Lokmangels übernahm die KJI um 1945 eine schon auf ihrem Streckennetz während des Baues der Autobahn Magdeburg–Berlin eingesetzte Baulokomotive der Firma Polensky & Zöllner. Die Maschine der Henschel-Werkloktype bamms war von den Henschel-Werken 1922 mit der Fabriknummer 19.514 gebaut worden. Nach Anpassung für den normalen Bahnbetrieb auf öffentlichen Eisenbahnen in der Werkstatt der KJI wurde sie im Rangierdienst und ab und an als Zuglok des Hilfszuges der Bahn eingesetzt. Während ihrer Zeit bei der KJI war die Lokomotive in Burg stationiert.
Bei der Deutschen Reichsbahn erhielt sie 1949 die Nummer 99 4401, erst 1956 erhielt sie die für eine Lok mit sieben Tonnen Achslast richtige Nummer 99 4721. Nach Stilllegung der KJI 1966 wurde sie noch beim Abbau der Gleise eingesetzt und schließlich noch im gleichen Jahr an den „Klub Junger Techniker“ in Halberstadt verkauft.

## Technische Merkmale
Die Lokomotive hatte einen Innenrahmen, in dem ein Rahmenwasserkasten integriert war. Das außenliegende Zweizylinder-Nassdampf-Triebwerk mit einfacher Dampfdehnung trieb den zweiten Radsatz als Treibradsatz an. Die Dampfmaschine der Lok wurde von einer Allan-Trick-Steuerung angesteuert und besaß Flachschieber sowie einen zweischienige Führung des Kreuzkopfes. Zusätzlich zum Rahmenwasserkasten waren weitere Wasserkästen links und rechts des Kessels angeordnet, auf dem linken Kasten lagerten zugleich die Kohlenvorräte der Maschine. Die Lokomotive verfügte über keine Zugbremse, sondern nur eine auf den Treibradsatz wirkende Handbremse.